# Al-Ajnad Foundation for Media Production
Al-Ajnad Foundation for Media Production (араб. مؤسسة أجناد للإنتاج الإعلامي) — ЗМІ Ісламської Держави, засноване в серпні 2013 року і яке спеціалізується на виробництві нашидів (пісень) арабською і таджвіді Корану. ЗМІ випустило понад 150 нашидов арабською мовою, деякі з них на арабських діалектах, а також випустило повне читання Корану. Мало власний мобільний додаток на Android з можливістю отримання та відтворення контенту Al-Ajnad Media, випущеного сторонньою прохаліфатською групою Al-Battar. Саме Al-Ajnad Media випустило нашид «Моя умма, світанок вже почався» (араб. أمتي قد لاح فجر) і нашид «Дзвін мечів» (араб. صليل الصوام. Виконавцем більшості релізів Al-Ajnad Media був відомий у себе на батьківщині саудівський муншид (виконавець нашидів) Абу-з-Зубейр аль-Джазрауї, вбитий в результаті американського авіаудару в липні 2015 року.